# ملک تجاری
املاک تجاری (به انگلیسی: Commercial property)؛ املاک و مستغلاتی هستند که برای کسب درآمد و امور کاری استفاده می‌شوند. هدف اغلب خریداران ملک تجاری، راه‌اندازی کار و پیشه یا مشغول شدن به یک فعالیت بازرگانی (خرید و فروش کالا یا خدمات ) است. در واقع محلی که اشخاص در آن به اشتغال و دادوستد مشغول اند یک مکان تجاری محسوب شده بنابراین باید کاربری تجاری برای آن اخذ شود.

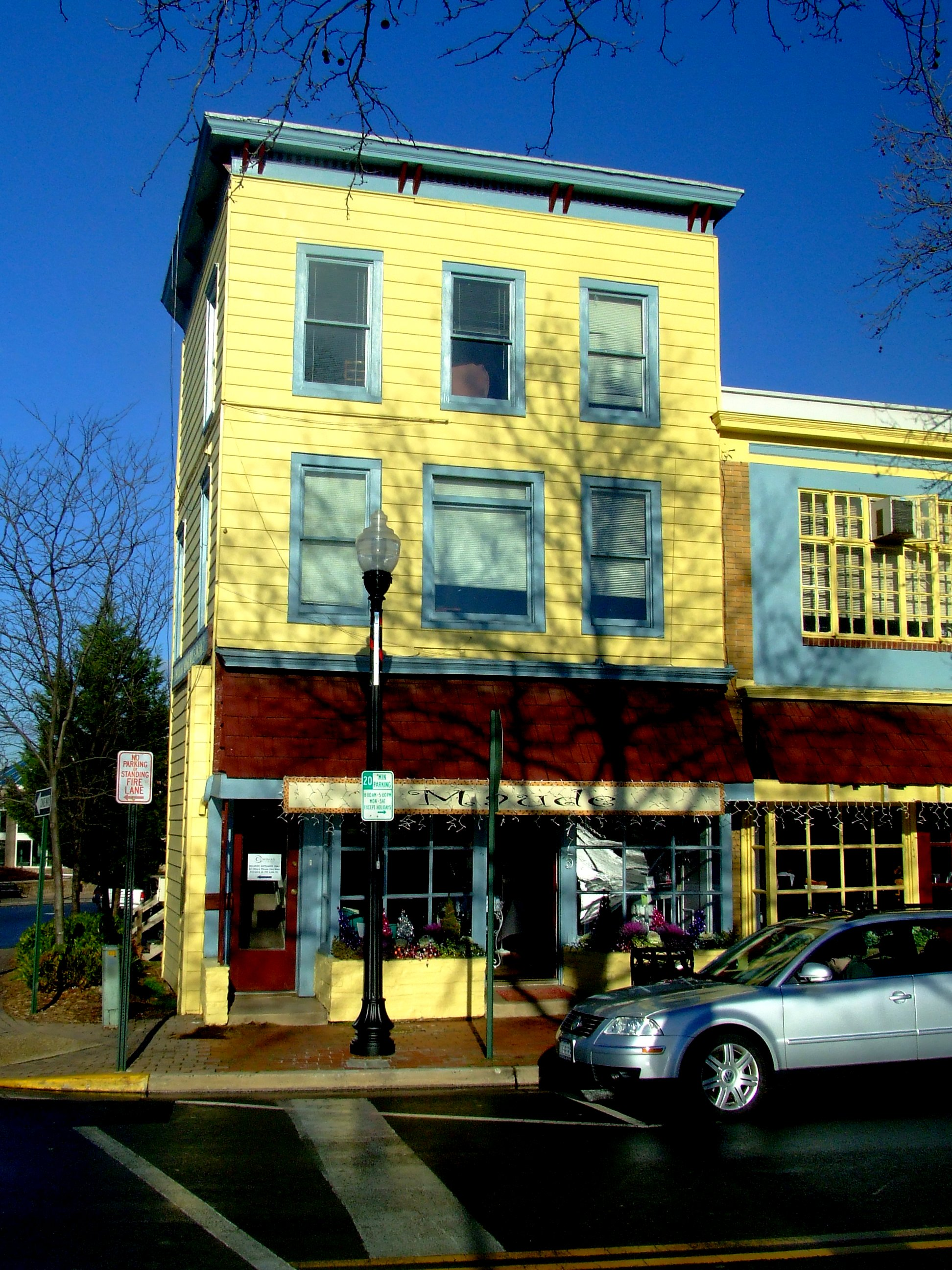
یک ساختمان خرده فروشی

مجوز کاربری تجاری از سوی شهرداری‌ها صادر می‌شود. این مجوز کاربری مهم‌ترین ملاک تجاری بودن یک ملک است. میتوان گفت کاربری تجاری برای ساختمان‌هایی اخذ خواهد شد که اشخاص حقیقی و حقوقی در آن به فعالیت بازرگانی مشغول اند.
ازجمله فعالیت هائی که در املاک تجاری انجام می‌شوند می‌توان به موارد زیر اشاره نمود:
- دفاتر شرکت‌ها
- انواع مغازه‌ها
- رستوران‌ها
- عمده فروشی‌ها
- دفاتر بیمه
- هتل‌ها
- آژانس‌های مسافرتی
- دُکان ها